# Mnemosyne (Zeitschrift)
Mnemosyne. A Journal of Classical Studies ist eine der ältesten und renommiertesten Fachzeitschriften auf dem gesamten Gebiet der Klassischen Philologie.
Mnemosyne wurde 1852 begründet. Nur noch wenige existierende Zeitschriften auf diesem Fachgebiet sind älter, so das Rheinische Museum für Philologie (1827) oder der Philologus (1846). In ihrer Gründungszeit gehörte die in Leiden beim Verlag Brill erscheinende Zeitschrift zum Einflussbereich der damals dominierenden deutschen Altphilologie. Heute orientiert sich die Zeitschrift mehr an der internationalen Altphilologie. So werden vor allem Aufsätze, Miszellen und Rezensionen in englischer Sprache veröffentlicht. Doch auch deutsche und niederländische Artikel werden akzeptiert, früher auch Texte in den anderen bedeutenden Wissenschaftssprachen wie Italienisch oder Latein.
Im Laufe ihrer Geschichte wurde die Erscheinungsweise mehrfach unterbrochen oder umgestellt. Allein viermal wurde die Zeitschrift neu gestartet und erscheint aktuell in der fünften Serie (vierte Serie 1948 bis 2009). Derzeit erscheint die Zeitschrift in sechs Heften jährlich. Herausgeber sind derzeit Christoph Pieper (verantwortlicher Herausgeber), Angelos Chaniotis, Kathleen M. Coleman, Irene J.F. de Jong und Tobias Reinhardt. Frühere Herausgeber waren unter anderem Jan Maarten Bremer, Cornelis Jord Ruijgh, L.F. Janssen, Harm Pinkster, Pieter Herman Schrijvers, Henri Willy Pleket, Hendrik Simon Versnel und Gerard Boter. Inhaltlich sind zwar Artikel zu Nachbardisziplinen wie der Alten Geschichte möglich, doch eher selten und nur dann erlaubt, wenn sie einen starken Bezug zu den Texten der griechisch-römischen Antike haben. Mnemosyne ist also ein in erster Linie rein altphilologische Themen behandelndes Periodikum.
Neben der Zeitschrift erscheinen auch Monografien als Supplementbände. Von der Europäischen Wissenschaftsstiftung wird Mnemosyne als Zeitschrift mit einem A-Ranking geführt.